# Kovács László (politikus, 1963)
Kovács László (Dorog, 1963. január 7. –) magyar jogász, ügyvéd, esztergomi politikus, országgyűlési képviselő (MSZP).

## Életpályája

### Iskolái
Általános iskolai tanulmányaimat Annavölgyön végezte el. Esztergomban, a Dobó Katalin Gimnáziumban érettségizett. 1981–1986 között az Eötvös Loránd Tudományegyetem Állami és Jogtudományi Karán tanult.

### Pályafutása
1986–1987 között Tatabányán és Esztergomban bírósági fogalmazóként dolgozott. 1987-től Esztergomban él. 1987–1990 között az esztergomi Mikromed Kft.-nél jogi előadó, illetve jogtanácsos volt. 1991 óta Esztergomban ügyvédként dolgozik. 1997-től egyéni ügyvédként tevékenykedik.

### Politikai pályafutása
1989 óta az MSZP tagja. 1998–2002 között esztergomi önkormányzati képviselő volt. 1998-ban és 2006-ban országgyűlési képviselőjelölt volt. 2002–2006 között országgyűlési képviselő (Komárom-Esztergom megye) volt. 2002–2006 között az Alkotmány- és igazságügyi bizottság tagja volt.

## Családja
Szülei: Kovács László és Mráz Erzsébet. 1986-ban házasságot kötött Tóth Ildikóval. Két fiuk született: Dávid (1987) és Márk (1992).